# Schlarpe
Schlarpe ist der östlichste Ortsteil der Stadt Uslar im Solling mit 410 Einwohnern.

## Lage
Das Dorf liegt im Süden von Niedersachsen im Landkreis Northeim.
Es befindet sich an den südlichen Ausläufern des Sollings auf einer Höhe von etwa 260–300 Metern über NN und ist von Wiesen und Feldern umgeben.
Die den Ort im Westen, Süden und Osten umgebenden Höhenzüge sind überwiegend bewaldet und erreichen eine Höhe von bis zu 430,5 Meter.
Der Ort Volpriehausen liegt 2 Kilometer nordwestlich, die Kernstadt Uslar 8 Kilometer westlich, Göttingen 16 Kilometer südöstlich, die Kreisstadt Northeim 17 Kilometer nordöstlich und die Landeshauptstadt Hannover 80 Kilometer nördlich (alle Angaben Luftlinie).
Die Postleitzahl ist 37170 und das Kfz-Kennzeichen lautet NOM.

## Geschichte
Schlarpe wurde wohl schon im 11. Jahrhundert gegründet. Eine erste urkundliche Erwähnung stammt vom 11. August 1315. Vermutungen lassen die These zu, dass der Ortsname Schlarpe auf dem Flussnamenstypus mit der Endung -apa basiert. Allerdings existiert heute kein Fluss in der näheren Umgebung des Ortes, der diese Annahme stützen könnte, nur das Dorf selbst trägt den Namen, welcher früher auch als villa Slerpe und um 1345 als das dorp to der slerpe genannt wurde. Am 11. August des Jahres 1315 belehnte Herzog Albrecht von Braunschweig den Ritter Heidenreich von Strus mit dem Dorfe Schlarpe, behielt sich allerdings den Wiederkauf vor, während am 3. April 1345 die Herzöge Magnus und Ernst von Braunschweig den dritten Teil des Dorfes an Heidenreich Strutz von Gladebeck als Lehen vergaben.
Im Ort, der im 19. Jahrhundert zum Amt Moringen-Hardegsen gehörte, lebten 1848 insgesamt 467 Einwohner verteilt auf 59 Häuser; angegliedert an das Dorf war die Bollertsmühle, in der nochmals 9 Personen wohnten. Knapp 40 Jahre vorher unterstand das lutherische Kirchdorf der Hoheit des Königreichs Westphalen und zählte 355 Einwohner in 57 Wohnhäusern.
Am 1. März 1974 wurde die ehemals selbständige Gemeinde in die neu gegründete Großgemeinde Stadt Uslar eingemeindet.

## Politik
Schlarpe hat einen fünfköpfigen Ortsrat, der seit der Kommunalwahl 2021 ausschließlich von Mitgliedern der Wählergruppe "Aktives Schlarpe" besetzt ist. Die Wahlbeteiligung lag bei 60,24 Prozent.

## Kultur und Sehenswürdigkeiten

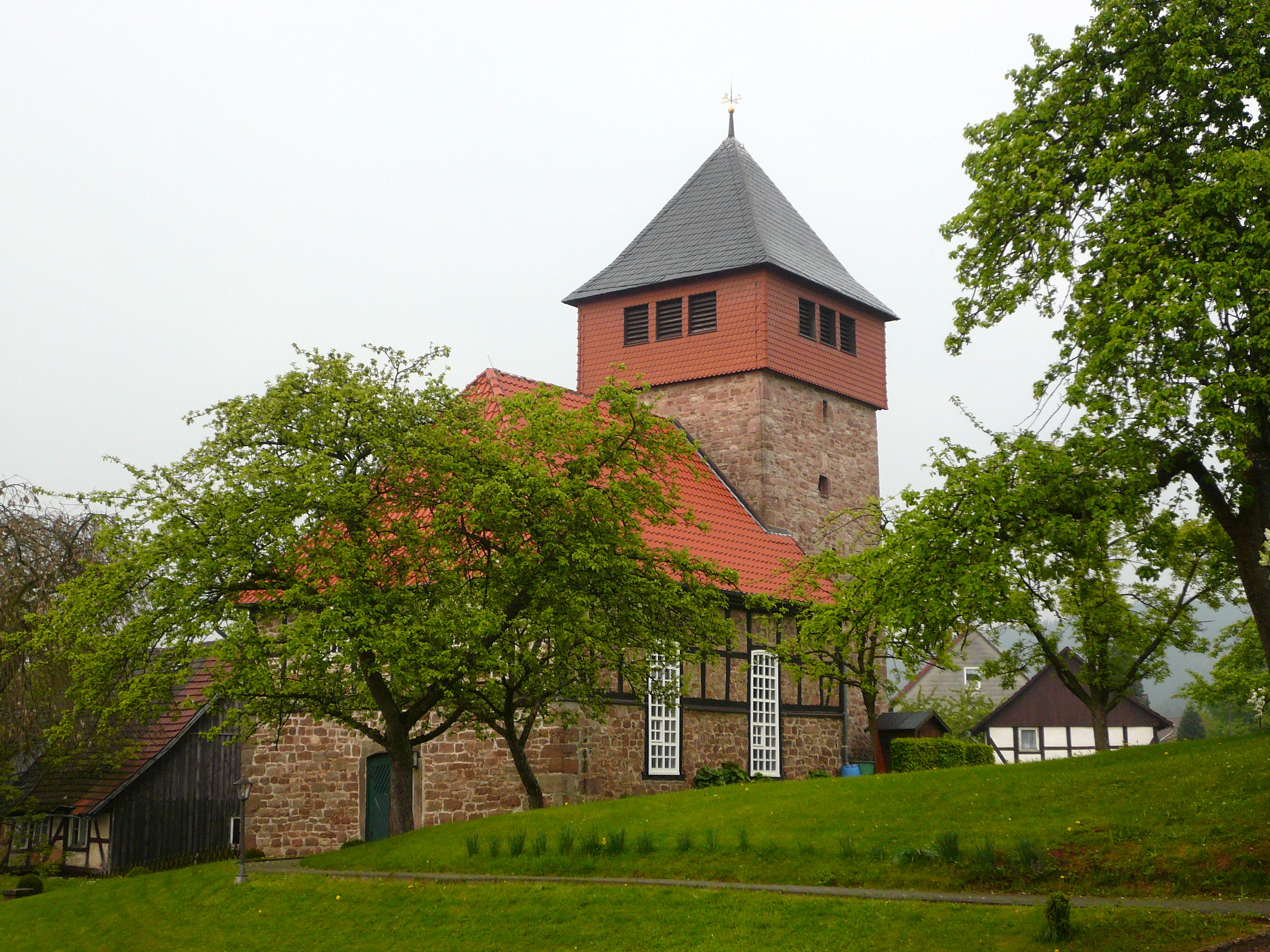
Mittelalterliche Dorfkirche

### Ev.-luth. Wehrkirche
Hauptsehenswürdigkeit von Schlarpe ist die Kirche. Das Langhaus ist im Kern noch mittelalterlich, erhielt seine heutige Gestalt aber im Jahre 1771 durch einen Umbau. Es ist im unteren Bereich aus Sandstein-Bruchsteinmauerwerk mit Eckquaderung, im oberen als schlichter Fachwerkbau mit Sandstein-Ausfachungen in schlichter Saalform errichtet. Nach oben schließt es mit einem nach Westen abgewalmten Satteldach ab.
Im Osten schließt der ebenfalls im Mittelalter aus Bruchsteinen mit Eckquaderung erbaute Ostturm an, der mit seinen sechs Geschossen eine Höhe von 18 Metern erreicht. Die schlitzartigen Fensteröffnungen auf drei Seiten des Turms machen den Wehrcharakter der Kirche deutlich. Auch der Turm besitzt ein Fachwerkobergeschoss, welches 1948 hinzugefügt wurde und heute außen durch einen Biberschwanzbehang geschützt ist, sowie ein Zeltdach. Das Erdgeschoss weist ein Kreuzgratgewölbe auf und dient heute als Altarraum. Die mittelalterliche Altarmensa ruht auf vier Steinpfosten, der Taufstein stammt von 1601.

## Verkehr
- Straße: Am Rande des Ortes verläuft die in diesem Bereich seit 2009 in begradigter Linienführung neu gebaute B241  von Northeim über Uslar Richtung Beverungen. Durch Schlarpe führt nur eine Nebenstraße. Die nächsten Autobahnanschlussstellen befinden sich an der A7 in Northeim, Nörten-Hardenberg und Göttingen.

- Busverkehr: Zwischen Uslar und Hardegsen verkehrt eine Linienbusverbindung über Schlarpe.

- Schiene: Der nächste Regionalbahnhof befindet sich in Volpriehausen an der Sollingbahn mit mindestens zweistündigen Zugverbindungen zwischen Paderborn bzw. Ottbergen und Northeim. Der Bahnhof Göttingen ist der nächste   IC- und ICE-Halt.

- Luftverkehr: Bedeutende Flughäfen sind in Hannover und Paderborn-Lippstadt. Uslar selbst besitzt einen kleinen Segelflugplatz.

## Wirtschaft und Tourismus
Die Land- und Forstwirtschaft spielt kaum noch eine Rolle. Da im Ort auch keine Industrie vorhanden ist, müssen die meisten Erwerbstätigen in die umliegenden Orte und Städte auspendeln.